# Kališe, Železniki
Kališe je naselje na polici pod vrhom Sv. Križa (868 mnm) v Občini Železniki.
Od maloštevilnega prebivalstva so nekateri zaposleni v Železnikih, ostali pa se ukvarjajo predvsem z živinorejo in gozdarstvom.
Ime 'Kališe' izvira iz mikrotoponima 'kal', poimenovanja za kraj, kjer se je v kotanjo stekala deževnica in se je ob njej napajala živina. Toponim je tvorjen s pripono '-išče', ki pa se je s poenostavitvijo glasovne skupine spremenila v '-še'. Tovrstna poimenovanja po kotanji najdemo tudi drugje v Sloveniji, tako v andronimih (Kalan, Kalšek) kot tudi toponimih (Črni Kal).

## Zgodovina
V začetku leta 1945 je v župnišču pri cerkvi sv. Križa delovala utrjena postojanka gorenjskega domobranstva, ki je preprečevala oskrbo svobodnega ozemlja 9. korpusa. V noči na 10. marec 1945 sta Prešernova in Vojkova brigada postojanko napadli in zavzeli.